# Catherine Russell
Catherine Russell (New York, 1956. szeptember 20. –) Grammy-díjas amerikai dzsesszénekesnő.

## Életpályája

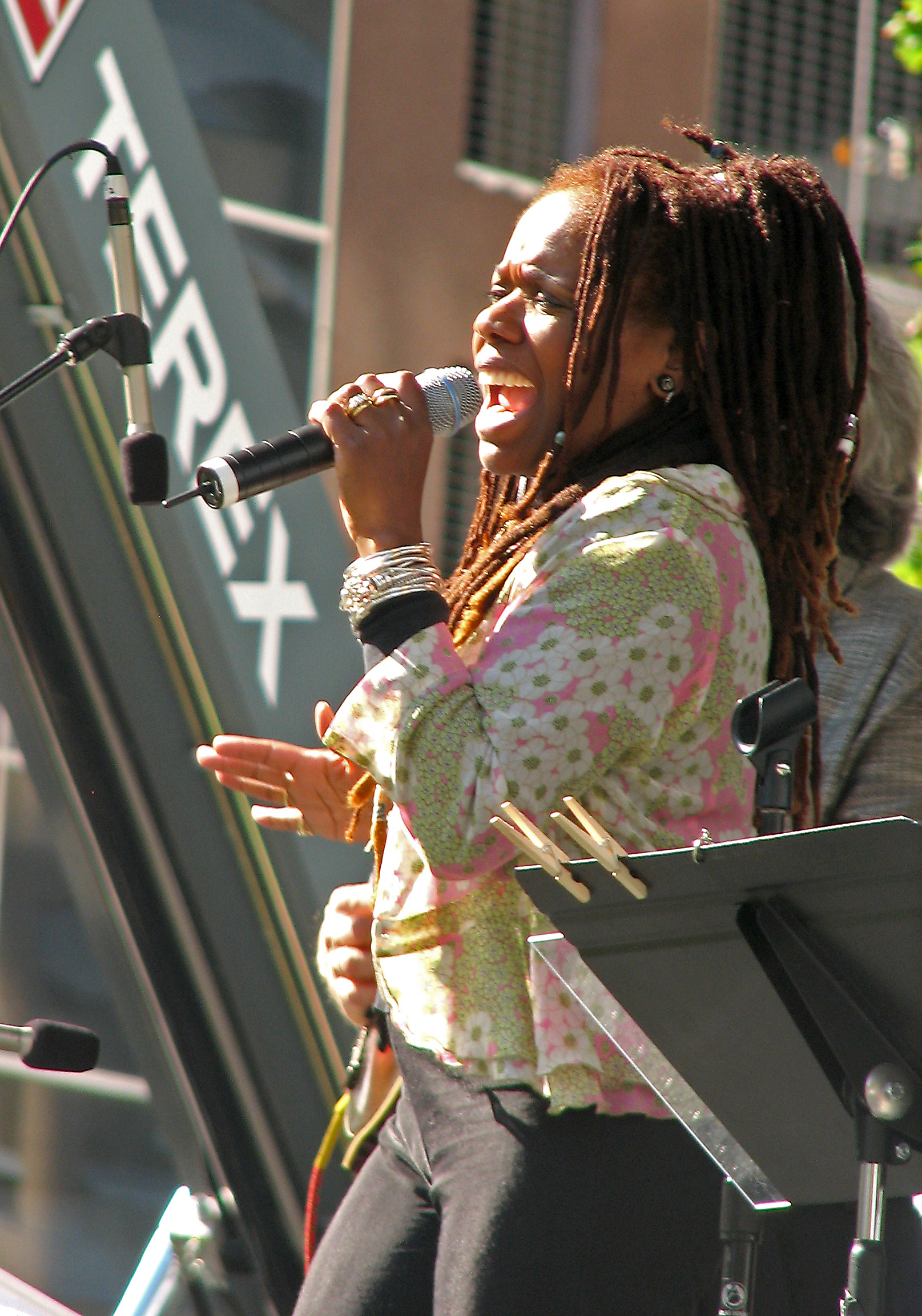
Detroit, 2006

Catherine Russell  zenészcsaládba született. Szülei több hangszeren játszottak. Apja panamai zongorista volt, aki egy lottónyereményből New Orleans-ba költözött, és egy idő után Louis Armstrong zenekarát vezette nyolc éven át. Állítólag a kis Catherine olykor ült is az öreg Armstrong ölében.
Anyja a Juilliard Schoolon lett bőgős, basszusgitáros. Egy ideig professzionális zenészként dolgozott egy híres női zenekar – az International Sweethearts of Rhythm – tagjaként. 
Pályája elején vokálozott Steely Dan, Cyndi Lauper, Paul Simon és David Bowie mellett.
Aztán szólista lett. Az online eladások statisztikái szerint az egyik legsikeresebb énekesnő lett a dzsesszben. Fellépett a Lincoln Centerben, a Kennedy Centerben, a Carnegie Hallban és sok más híres koncertteremben.

## Szólólemezek
- Cat (2006)
- Sentimental Streak (2008)
- Inside This Heart of Mine (2010)
- Strictly Romancin' (2012)
- Bring It Back (2014)
- Harlem on My Mind (2016)
- Alone Together (2019)

## Díjak
- Német lemezkritikusok díja: „Sentimental Streak” (2008)
- Prix Decouverte from Le Hot Club de France for „Sentimental Streak” (2008)
- Grammy-díj: Best Americana Album for Levon Helm, Electric Dirt (2009) guest artist
- Grammy-díj: Best Compilation Soundtrack for Visual Media, Boardwalk Empire Vol. 1 (2011) featured artist
- Énekes díj: Jazz from L'Academie du Jazz for „Strictly Romancin'” (2012)
- Nagydíj: Le Hot Club de France – „Strictly Romancin'” (2012)
- NYC Nightlife Award for Outstanding Jazz Performer (2012)
- Bistro Award for Outstanding Achievement, Recording for Strictly Romancin' (2013)
- Fans Decision Jazz Award from Hot House Magazine & Metropolitan Room for Female Vocalist (2016)
- „The Louie” from The Louis Armstrong House(wd) Museum for Preserving and Promoting the Legacy of Louis Armstrong (2016)
- Grammy-díj jelölés: Legjobb Jazz Vocal Album: „Harlem On My Mind” (2017)